# غلام رباني
محمد أحمد غلام رباني، المعروف أيضًا باسم عبد الرحيم غلام رباني، (1970-) هو مواطن باكستاني معتقل حاليا خارج نطاق القضاء من قبل الولايات المتحدة في معتقل غوانتانامو في كوبا.

## خلفية
ولد في عام 1970 في المدينة المنورة في المملكة العربية السعودية، لأسرة باكستانية هاجرت إلى كراتشي من الهند بعد تقسيم الهند في عام 1947.
تعلم رباني اللغة العربية، وعاد إلى كراتشي حيث كان يعمل سائق سيارة أجرة في التسعينات. بسبب تحدثه اللغة العربية بطلاقة، كان أغلب عملائه من العرب الذين يزورون كراتشي، وأصبح يشار إليه كسائق ومرشد للعرب، تزوج في عام 2001 وأنجب طفلا. 

## اعتقاله من قبل السلطات الأمريكية
تم القبض عليه وتسليمه إلى السلطات الأمريكية، يقول رباني أن جريمته هو أنه «يتحدث العربية»، وكتب أيضًا أنه عانى من التعذيب في أفغانستان وغوانتانامو. ووفقا للتقرير كان ضحية خطأ في تحديد الهوية.
اعتقل رباني وشقيقه في موقع سري تابع لوكالة المخابرات المركزية، وتعرض للتعذيب لمدة عامين من قبل وكالة المخابرات المركزية. قبل نقله إلى غوانتانامو.

## اعتقاله في غوانتانامو
وصل غلام رباني إلى غوانتانامو في 20 سبتمبر 2004، وظل معتقلًا حتى الآن لمدة  20 سنوات، و6 شهور، و14 أيام.
شارك رباني وشقيقه في الإضراب عن الطعام الذي بدأ يوم 8 أغسطس 2005 داخل غوانتانامو.